# 東京都道436号小石川西巣鴨線

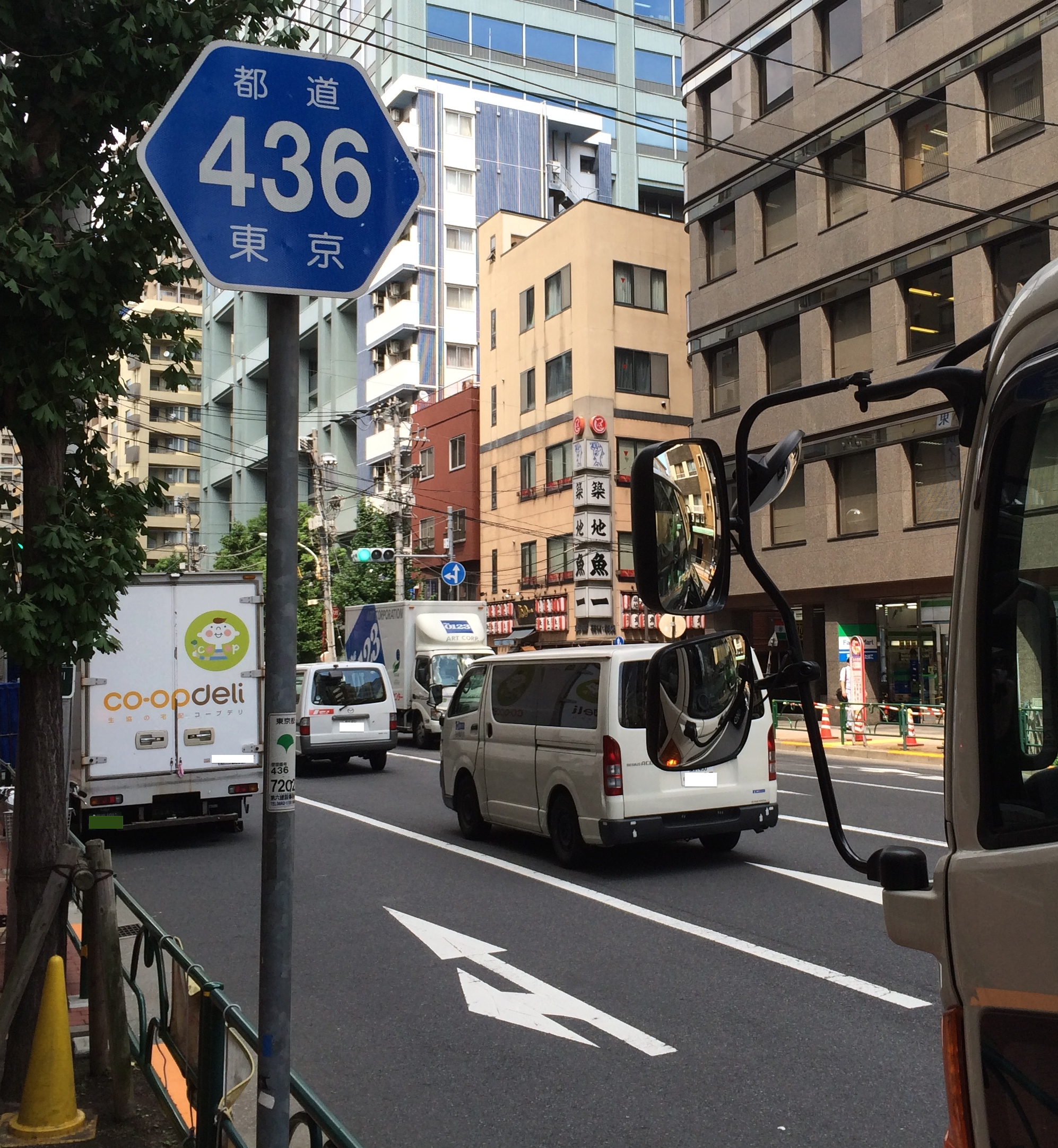
起点の富坂下交差点付近の路線番号案内標識

東京都道436号小石川西巣鴨線（とうきょうとどう436ごう こいしかわにしすがもせん）は、東京都文京区から豊島区に至る特例都道である。旧千川上水 - 谷端川 - 小石川にほぼ沿っておりあまり高低差がない。東京特別区西北部から都心・下町に通じる重要路線である。

## 起点・終点
- 起点：文京区小石川一丁目（富坂下交差点）
- 終点：豊島区西巣鴨一丁目（上池袋交差点）[1][2]

## 一般名称
- 千川通り（文京区富坂下交差点 - 文京区千石三丁目交差点）（※東京都道439号椎名町上石神井線 千川通りとは異なる。）
- プラタナス通り（文京区千石三丁目交差点 - 豊島区大塚駅南口交差点）
- 宮仲公園通り（豊島区大塚駅北口交差点 - 豊島区上池袋交差点）
  - 2009年（平成21年）10月17日、大塚駅南北自由通路完成式典にて、旧名称「癌研通り」より改称が発表。

## 通過する自治体
- 東京都
  - 文京区
  - 豊島区

## 交差・接続している道路
- 国道254号（川越街道・春日通り）
- 東京都道319号環状三号線（播磨坂）
- 東京都道437号秋葉原雑司ヶ谷線（不忍通り）
- 東京都道305号芝新宿王子線（明治通り）

## 道路を通過している・いた路線バス
- 上60系統　池袋駅東口・大塚駅 - 白山二丁目 - 春日駅 - 東大農学部 - 根津駅 - 上野公園（都営バス大塚支所担当）

東52系統運行時は、池袋駅東口 - 大塚駅 - 茗荷谷駅 - 白山二丁目 - 東大農学部 - 本郷三丁目 - 御茶ノ水駅。東52系統廃止後から上野公園行き変更時迄、大塚駅から白山二丁目まで、千川通り経由
- 東52系統　常盤台教会 - 板橋駅通り - 大塚駅 - 水道橋駅 - 気象庁 - 東京駅北口（都営バス志村営業所・国際興業バス担当）：廃止